# Dabide no hoshi: Bishōjo-gari
Dabide no hoshi: Bishōjo-gari (堕靡泥の星 美少女狩り) è un film del 1979 diretto da Norifumi Suzuki.

## Trama
Una notte buia e tempestosa, un evaso irrompe nella lussuosa casa di una ricca famiglia dove violenta la giovane moglie di fronte a suo marito legato. Un anno dopo, il figlio concepito dallo stupratore viene al mondo. All'età di sedici anni, il ragazzo inizia  a studiare le atrocità naziste nella classe di storia, e sente il risveglio della sua brutalità interiore. Raggiunti i 18 anni si trasforma improvvisamente in un insaziabile maniaco sessuale, attirando giovani ragazze in una camera di tortura si è costruito con lo scopo di abusare e ucciderle per la propria gratificazione perversa.